# Aviat

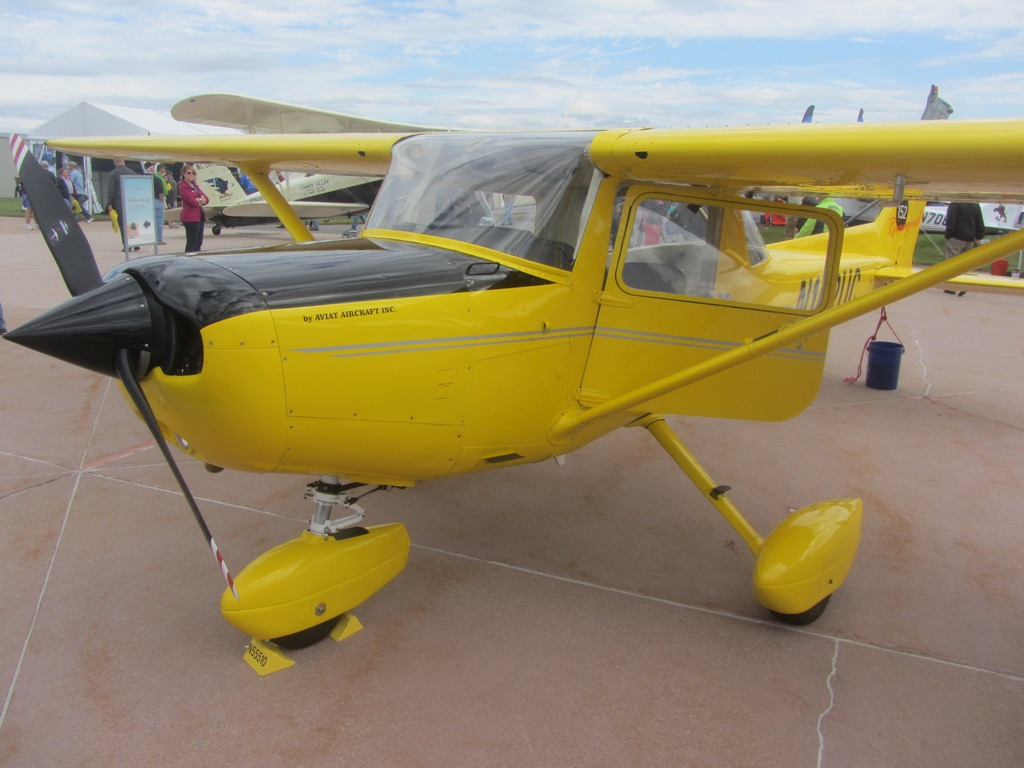
アヴィエットカスタムのセスナ 152

Aviat Aircraft（アヴィアット エアクラフト）は、アメリカ合衆国ワシントン州アフトンに本社を置く、軽飛行機メーカー。
ピッツ・スペシャルやイーグルという曲技飛行機や、山岳地帯でのスポーツ飛行に特化した飛行機で知られる。
現社長はスチュアートホーンであり、彼は1996年に会社を買収した。

## 航空機モデル
- ハスキー
- ピッツスペシャル
- イーグルII